# Zoe Lee
Zoe Samantha Lee, född 15 december 1985 i Richmond, North Yorkshire, är en brittisk roddare.
Lee blev olympisk silvermedaljör i åtta med styrman vid sommarspelen 2016 i Rio de Janeiro.